# Fabio Pusterla

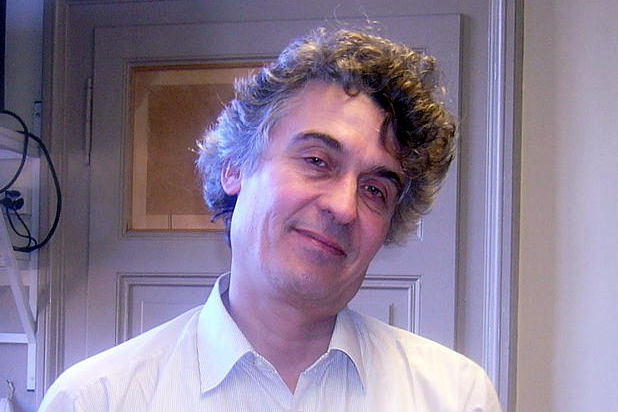
Fabio Pusterla (2007)

Fabio Angelo Pusterla (* 3. Mai 1957 in Mendrisio) ist ein italienisch-schweizerischer Schriftsteller, Übersetzer und Literaturkritiker, der in italienischer Sprache schreibt.

## Leben
Fabio Pusterla besuchte das Gymnasium in Lugano und studierte an der Universität Pavia Literatur. Er unterrichtet heute an einem Gymnasium in Lugano.
Er veröffentlichte seit 1985 mehrere Gedichtbände, die mit zahlreichen Preisen ausgezeichnet wurden, unter anderem mit dem Gottfried-Keller-Preis (2007). Auch hat Fabio Pusterla sich als Übersetzer hervorgetan, insbesondere der Lyrik von Philippe Jaccottet.
2009 widmete der renommierte Turiner Verlag Einaudi ihm einen Sammelband mit Gedichten aus 23 Jahren.
Seit 2014 ist er Titularprofessor am Istituto di studi italiani an der Università della Svizzera Italiana.
2018 erschien, bei Ventura Film, der Dokumentarfilm Libellula Gentile - Fabio Pusterla, il lavoro del poeta.
2024 trat Pusterla aus dem Verband der Autorinnen und Autoren der Schweiz (AdS) aus, weil dieser politisch zu wenig Stellung beziehe.

## Werke

### Lyrik
- Concessione all’inverno. Edizioni Casagrande, Bellinzona 1985 (Premio Montale und Schillerpreis)
- Bocksten. Marcos y Marcos, Mailand 1989
- Le cose senza storia. Marcos y Marcos, Mailand 1994
- Danza macabra. Lietocollelibri, Camnago 1995
- Isla persa. Edizioni Il Salice, Locarno 1997
- Pietra sangue. Marcos y Marcos, Mailand 1999 (Schillerpreis 2000)
- Folla sommersa. Marcos y Marcos, Mailand 2004
- Movimenti sull’acqua. LietoColle Libri, Faloppio 2004
- Storie dell’armadillo. Quaderni di Orfeo, Mailand 2006
- Le terre emerse. Poesie scelte 1985–2008. Einaudi, Turin 2009
- Corpo stellare. Marcos y Marcos, Mailand 2010 (Schillerpreis 2011)
- Argéman. Marcos y Marcos, Mailand 2014.
- Variazioni sulla cenere, Mestre, Amos, 2017.
- Una luce che non si spegne, Bellinzona, Casagrande, 2018.
- Cenere, o terra, Milano, Marcos y Marcos, 2018.
- Figurine d’antenati, Viganello, Alla chiara fonte, 2020.
- Requiem per una casa di riposo lombarda, Milano, Marcos y Marcos, 2021.
- Da qualche parte nello spazio, mit einem Essay von Massimo Natale und einem Selbstkommentar des Autors, Firenze, Le Lettere, 2022.
- Tremalume, Milano, Marcos y Marcos, 2022.

### Essays
- Il nervo di Arnold e altre letture. Saggi e note sulla poesia contemporanea. Marcos y Marcos, Mailand 2007.
- Una goccia di splendore. Riflessioni sulla scuola. Casagrande, Bellinzona 2008.
- Luogo basso, Bellinzona, Sottoscala, 2009.

## Auf Deutsch erschienen
- Solange Zeit bleibt / Dum vacat: Gedichte Italienisch und Deutsch. ausgewählt, übersetzt und mit einem Vorwort von Hanno Helbling, Nachwort von Massimo Raffaeli, Limmat Verlag, Zürich 2002.
- Das Gewicht eines gewendeten Blattes – Il peso di un foglio girato, ausgewählt und übersetzt von Jacqueline Aerne, Orlando Budelacci und Thierry Greub. Limmat Verlag, Zürich 2004.
- Zur Verteidigung der Schule. 37 kurze Geschichten eines Lehrers. aus dem Italienischen von Barbara Sauser, Limmat Verlag, Zürich 2010
- Bocksten. Gedichte, aus dem Italienischen von Jacqueline Aerne, Limmat Verlag, Zürich 2010.
- In der vorläufigen Ruhe des Flugs –  Nella quiete provvisoria del volo. Gedichte Italienisch und Deutsch, aus dem Italienischen von Christoph Ferber, mit einem Nachwort von Georges Güntert. Limmat Verlag, Zürich 2021.

### Übersetzungen
- Philippe Jaccottet, Il Barbagianni. L’Ignorante, mit einem Essay von Jean Starobinski, Einaudi, Turin 1992.
- Nuno Júdice, Adagio. Sestante, Ripatransone 1994.
- Philippe Jaccottet, Edera e calce. Centro studi Franco Scataglini, Ancona 1995; derselbe Libretto. Scheiwiller Mailand 1995; derselbe: Paesaggio con figure assenti. Armando Dadò/Coll. CH, Locarno 1996; derselbe: Alla luce d’inverno. Pensieri sotto le nuvole. Marcos y Marcos, Mailand 1997.
- Nel pieno giorno dell’oscurità. antologia della poesia francese contemporanea, Marcos y Marcos, Mailand 2000.
- Corinna Bille: Cento piccole storie crudeli. Casagrande, Bellinzona 2001.
- Philippe Jaccottet: E tuttavia. Note dal botro. Marcos y Marcos, Mailand 2006; derselbe: La ciotola di Morandi. Casagrande, Bellinzona 2007.
- Philippe Jaccottet: Pensieri sotto le nuvole, Milano, Marcos y Marcos, 2022.

## Auszeichnungen
- 1982, 1991, 1998: Werkbeitrag der Pro Helvetia
- 1986, 2000, 2011: Einzelwerkpreis der Schweizerischen Schillerstiftung
- 1986: Premio Montale
- 1994: Premio Prezzolini
- 1995: Hermann-Ganz-Preis
- 1995: Premio Metauro
- 2007: Premio Lionello Fiumi
- 2007: Gottfried-Keller-Preis
- 2008: Premio Achille Marazza für literarische Übersetzung
- 2009: Premio Dessì
- 2013: Schweizer Literaturpreis für sein Gesamtwerk[4]
- 2013: Premio Napoli für das Gesamtwerk
- 2015: Premio Internazionale Vittorio Bodini
- 2019: Premio Le Ghiande di Cinemambiente
- 2021: Premio Vito Moretti für das Gesamtwerk[5]
- 2023: Premio Carducci für Tremalume
- 2023: N. C. Kaser Lyrikpreis[6]